# 앤드루 키어

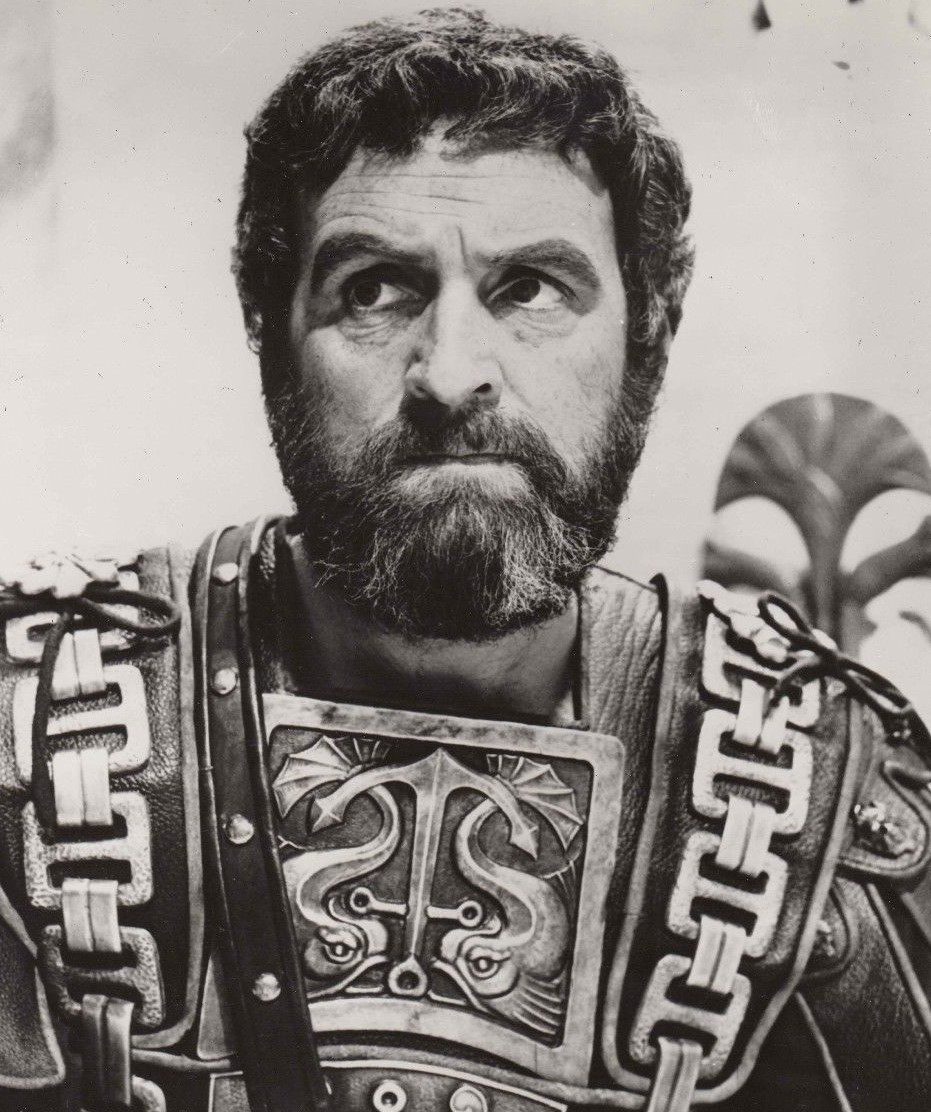

앤드루 키어(영어: Andrew Keir, 1926년 4월 3일 ~ 1997년 10월 5일)는 영국의 배우이다.
런던에서 사망하였다.

## 영화
- 스탈리온 (1997년)
- 롭 로이 (1995년)
- 쥬라기 월드 (1994년)
- 추억 여행 (1989년)
- 사막의 라이온 (1981년) - 살렘 역
- 39 계단 (1978년)
- 비운의 여왕 매리 (1971년)
- 미이라의 저주 (1971년)
- 태양 제국의 멸망 (1969년)
- 드라큐라 - 어둠의 왕자 (1966년)
- 로드 짐 (1965년)
- 더 웬즈데이 플레이 (1964년)
- 해적선, 악마호 (1964년)
- 로마 제국의 멸망 (1964년)
- 클레오파트라 (1963년)
- Z 카스 (1962년)
- 더 데이 데이 로브드 더 뱅크 오브 잉글랜드 (1960년)
- 턴스 오브 글로리 (1960년)
- 타이타닉호의 비극 (1958년)